# Танок темряви (роман)
«Танок темряви» (ісп. Danza de tinieblas) — роман іспанського письменника Едуардо Вакерізо, нагороджений премією «Ігнотус» у категорії найкращий роман, фіналіст премії «Мінотавр» у жанрі наукова фантастика, жахи та фентезі. Вважається першим іспаномовним твором у стилі стимпанк.

## Сюжет
Події роману розгортаються в стимпанк альтернативно-історичному світі, в якому Філіп II передчасно помирає, а його брат-бастард Хуан Австрійський, нещодавній переможець битви при Лепанто, займає трон в Іспанії. Замість того, щоб протистояти протестантському руху, король Хуан визнає його як офіційну релігію. Імперія, над якою не заходило сонце, не буде розчленована в релігійних війнах. 1927 рік, у величезному Мадриді, забрудненому кіптявою та корупцією, капрал Хоан Саламанка повинен допомогти впливовому інквізитору з’ясувати, хто стоїть за смертю молодого єврейського кабаліста.

## Попередники та продовження
Оповідання 2003 року «Чорні орли» (Artifex 9 - 2-га епоха), лауреат премії «Ігнотус» за найкраще оповідання 2004 року, перший твір, події якого розгортаються у вище вказаному світі, який Едуардо Вакерізо розвиватиме в наступних романах.
«Пам'ять темряви» (2013 Sportula, ISBN 978-84-941035-8-2) — роман того самого автора, незалежний за сюжетом, але події розгортаються в тому ж самому світі через десятиліття після завершення подій у «Танку темряви».
«Зоря темряви» (2018 Cyberdark, ISBN 978-̈84-15157-23-6) — ще один окремий роман, який, навпаки, розповідає про події у «Танку темряви», включаючи першу розробку парових двигунів.
«Хроніки темряви» (2014 Sportula, ISBN 978-84-15988670) — це збірка, яка об’єднує твори різних авторів у всесвіті «Танцю темряви».